# Rondane

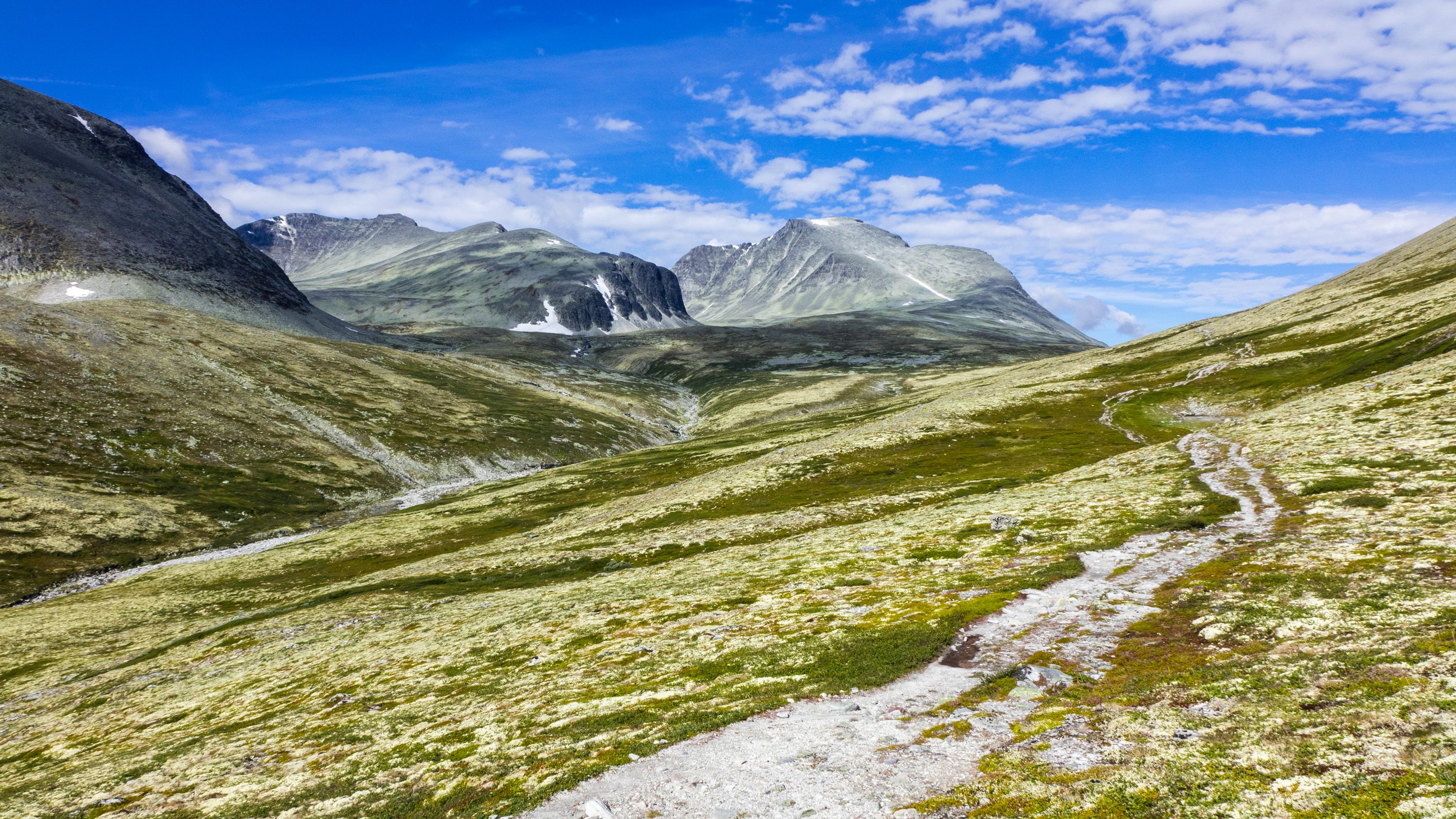
Cesta k hoře Rondslottet ze směru od Bjørnhollie

Rondane je pohoří v jižním Norsku v kraji Innlandet. Na severu ho údolí Grimsdalen odděluje od pohoří Dovrefjell.
Hlubokým údolím Gudbrandsdalen řeky Lågen na západě prochází i železnice a páteřní norská silnice E6; za ní se zvedají výběžky pohoří Reinheimen a Jotunheimen. Na východě je hlavní horská skupina Rondane ohraničena údolím řeky Atny se silnicí 27. Navazující horská pásma přesahující 1200 m n. m. pokračují dále na východ až k údolí Østerdalen s řekou Glåmou. Za tímto údolím pak pokračují méně výrazné hřbety jako Raudsjøheimen nebo Steinfjellet. K jihovýchodu vybíhá z Rondane dlouhý a stále se snižující hřeben Raudfjellet, který poblíž města Hamar přechází ve vrchovinu.
Nejvyšším vrcholem Rondane je Rondslottet (2178 m n. m.), za ním následují Storronden (2138) a Høgronden (2114). Hlavní část pohoří vystupuje z náhorní plošiny ve výšce 1000 až 1200 m, která má charakter tundry. Lesy do této nadmořské výšky většinou nedosahují.
Pohoří Rondane je budováno ledovci, dnes zde však i přes velkou nadmořskou výšku žádný ledovec nenajdeme. Důvodem je srážkový stín za vyšším pohořím Jotunheimen. Díky němu jsou Rondane mnohem sušší a pro tvorbu ledovců zde není dostatek sněhu. Hory patří do systému Skand a jsou budovány velmi starými horninami z období kaledonského vrásnění.
Lesy (bříza, borovice) najdeme jen v okrajových partiích. Náhorní plošina je porostlá trávou a lišejníky. Fauna je zastoupena převážně hmyzem, drobnými savci a ptáky, z větších savců je významný výskyt soba. Příroda jádra Rondane je chráněna nejstarším norským národním parkem (Rondane nasjonalpark).